# Thierry Claveyrolat
Thierry Claveyrolat   (La Tronche, 31 de març de 1959 - Notre-Dame-de-Mésage, 7 de setembre de 1999) va ser un ciclista francès, que fou professional entre 1983 i 1994. En el seu palmarès destaquen dues etapes al Tour de França, una el 1990, any en què també guanyà el gran premi de la muntanya, i una altra el 1991.
El 1999 es suïcidà disparant-se un tret al celler de casa seva.

## Palmarès
- 1986
  - Vencedor de 2 etapes del Critèrium del Dauphiné Libéré
- 1987
  - Vencedor d'una etapa del Critèrium del Dauphiné Libéré
- 1989
  - 1r al Tour del Llemosí i vencedor d'una etapa
  - 1r al Grand Prix d'Ouverture La Marseillaise
  - Vencedor de 2 etapes de la Volta a Catalunya
  - Vencedor de 2 etapes de la Bicicleta Basca
  - Vencedor d'una etapa del Critèrium del Dauphiné Libéré
- 1990
  - 1r a la Bicicleta Basca i vencedor de 2 etapes
  - 1r a la Polynormande
  - Vencedor d'una etapa del Tour de França i  1r del Gran Premi de la Muntanya
  - Vencedor d'una etapa del Critèrium del Dauphiné Libéré
- 1991
  - Vencedor d'una etapa del Tour de França
- 1993
  - 1r al Tour du Haut-Var
  - 1r al Trophée des Grimpeurs
  - 1r al Gran Premi de Plouay
  - 1r a la Copa de França de ciclisme

### Resultats al Tour de França
- 1985. 29è de la classificació general
- 1986. 17è de la classificació general
- 1987. Abandona (19a etapa)
- 1988. 23è de la classificació general
- 1989. Abandona (9a etapa)
- 1990. 21è de la classificació general. Vencedor d'una etapa.  1r del Gran Premi de la Muntanya
- 1991. 27è de la classificació general. Vencedor d'una etapa
- 1992. 33è de la classificació general
- 1993. 28è de la classificació general

### Resultats a la Volta a Espanya
- 1989. 65è de la classificació general